# Liste des accidents ferroviaires en France en 1914
Pour des articles plus généraux, voir Liste des accidents ferroviaires en France, Liste des accidents ferroviaires en France au XXe siècle et Liste des accidents ferroviaires en France dans les années 1910.
La liste des accidents ferroviaires en France en 1914, est une liste non exhaustive, chronologique.

## 1914
- 3 janvier 1914 - Sur la voie unique de la ligne Nice-Digne de la Compagnie des Chemins de fer du Sud de la France, entre Puget-Théniers et Touët-sur-Var, un train en retard venant de Nice rencontre dans une courbe sans visibilité le train venant de Digne. Un convoyeur est tué, les mécaniciens, les chauffeurs et un autre convoyeur sont grièvement blessés; les voyageurs sont contusionnés[1].
- 4 janvier 1914 - Vers 8 heures, sur la ligne de tramway électrique de Limoges à Châteauponsac de la Compagnie des chemins de fer départementaux de la Haute-Vienne, la motrice et les deux voitures d'un convoi s'emballent sur la voie enneigée dans la descente de Couzeix vers Limoges, quittent les rails, tuant deux passants, et terminent leur course en se renversant. On dénombrera quinze passagers grièvement blessés et une dizaine d'autres plus légèrement atteints[2].
- 23 janvier 1914 - Sur la ligne Beauvais-Gisors, après une rupture d'attelage dans la rampe montant vers Labosse, onze wagons de charbon d'un train de marchandises allant à Beauvais dévalent la pente sur neuf kilomètres et viennent percuter en gare de Rainvillers un train de voyageurs de même sens, dont le conducteur[3] et un voyageur sont tués, le mécanicien, le chauffeur et six autres voyageurs grièvement blessés[4].
- 13 février 1914 - Sur la ligne Bordeaux-Montauban, vers 7 heures, un train de marchandises venant de Bordeaux télescope une machine manœuvrant en gare de Castelsarrasin. Le chef de train est tué, le mécanicien de la machine tamponnée est blessé[5].Accident de Fontenoy-sur-Moselle le 10 mai 1914.

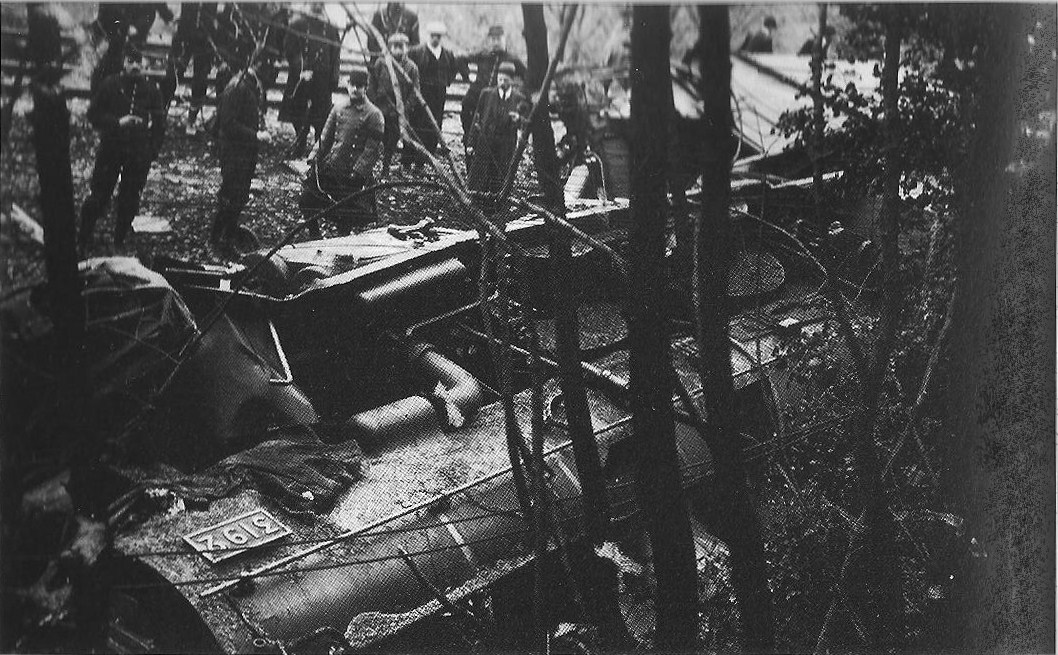
Accident de Fontenoy-sur-Moselle le 10 mai 1914.

- 10 mai 1914 - Sur la Ligne de Paris-Est à Strasbourg-Ville, entre les gares de Fontenoy-sur-Moselle et Liverdun, vers 16 heures 30, un train de marchandises allant à Nancy déraille à la suite d'une rupture d'essieu, et ses wagons obstruant les deux voies sont heurtés par l'express 32 Avricourt-Paris arrivant en sens inverse, qui n'a pu être arrêté à temps. La locomotive et le tender du train de voyageur se couchent, et quatre de ses voitures déraillent. Le chef de train sera grièvement blessé et quelques voyageurs souffriront de contusions[6].
- 20 juillet 1914 - À cinq kilomètres de Toulouse, à Empalot, à la jonction entre les lignes Toulouse-Bayonne et Toulouse-Auch, vers 20 heures, un train en provenance de Bayonne prend en écharpe à pleine vitesse l'arrière d'un train de voyageurs venant d'Auch, arrêté à un signal, mais déjà engagé sur la bifurcation. La collision fait six morts et cinquante blessés[7].
- 29 juillet 1914 - Peu après son départ d'Aubusson, vers 11 heures 30, sur la ligne de Busseau-sur-Creuse à Ussel, à un passage à niveau situé à la sortie d'un tunnel, un train de voyageurs pour Busseau déraille. La machine et le tender tombent dans la Creuse. Le mécanicien est tué, le chauffeur grièvement blessé; les passagers sont indemnes[8].
- 4 août 1914 - À Bricquebec (Manche), peu après minuit, sur la ligne à voie unique de Coutances à Sottevast, un train de vingt-quatre wagons bondés de réservistes et de territoriaux bretons venant de Coutances, entre en collision avec un train de vingt-six wagons de matériel, mais vides, venant de Cherbourg. Dix-sept jeunes soldats sont broyés dans l'enchevêtrement des carcasses métalliques et seront les premiers "Morts pour la France"; trente autres sont gravement blessés. Pourtant, la censure militaire interdira aux journaux de relater l'accident, afin de ne pas attenter au moral des troupes montant au front. Voir aussi Presse de la Manche du 13/11/2014[9],[10]. En novembre, la presse pourra cependant faire savoir que le Conseil de guerre de Rennes a condamné le chef de gare et un facteur-chef respectivement à 1 000 et 500 francs d'amende pour négligence et inobservation des règlements[11].
- 21 août 1914 - Sur la ligne Châlons-Reims, en gare de La Veuve, la collision d'un train de troupes en dérive et d'un train de voyageurs fait de nombreuses victimes (probablement une centaine). L'information n'est pas diffusée dans la presse de l'époque, mais est confirmée par les Archives historiques de la SNCF[12].
- 23 août 1914 - À la bifurcation de Saint-Laurent, près d'Épinal, la collision entre un train de munitions et un train de troupes fait soixante-dix-neuf morts et de nombreux blessés[13]. L'information n'est pas diffusée dans la presse de l'époque, mais est confirmée par les Archives historiques de la SNCF.
- 4 septembre 1914 - Sur la Ligne de Flamboin-Gouaix à Montereau, entre Noslong-Marolles et Montereau, collision entre deux trains transportant l'un des soldats blessés et des civils évacués, l'autre des vivres. Écrasés par la machine du train tamponneur, une quinzaine de wagons s'enchevêtrent et sont détruits. L'accident fait un mort et quatre blessés graves[14].
- 15 septembre 1914 - Sur la ligne de Trilport à Bazoches, à Lizy-sur-Ourcq, un train sanitaire est dirigé par erreur sur un pont détruit par de récents combats, et s'abîme dans la Marne. Dans la presse de l'époque, l'accident ne fait l'objet que d'un entrefilet bref et rassurant[15], mais par la suite les archives de la SNCF (successeur de la Compagnie des chemins de fer de l'Est) feront état de quarante morts[16].
- 11 octobre 1914 - À Paris, rue Berger (1er arrondissement), vers 14 heures, collision frontale de deux tramways de la ligne Louvre-Vincennes, dont l'un déraille et monte sur le trottoir, tuant trois passants et en blessant grièvement plusieurs autres[17].
- 16 novembre 1914 – France. Un tramway d'Angoulême a un problème de freins dans une descente, déraille, franchit un parapet et s'écrase à dix mètres en contrebas des remparts. Le bilan est de onze morts — dont le conducteur qui décède deux jours après — et vingt-six blessés[18].